# جهاز الحصين-القشرة الشمية الداخلية
تُعتبر القشرة الشمية الداخلية جزء من التكوين الحصيني في الدماغ، وتتصل بشلك متبادل مع الحصين، ويُشكل كل من التكوين الحصيني والقشرة الشمية الداخلية أحد أهم أجزاء الجهاز الحوفي.

## دوره في معالجة المعلومات والذاكرة
تشير الدراسات، سواء في المرضى أو الحيوانات التجريبية، إلى أن المعرفة المخزنة كذاكرة صريحة يتم اكتسابها أولاً من خلال معالجتها في واحد من ثلاثة مناطق مترافقة في القشرة المخية لتشكيل المعلومات البصرية والسمعية والجسدية. وتُنقل المعلومات من هناك بشكل متسلسل إلى القشرة المحيطة بالحصين والقشرة المحيطة بالشم، ثم إلى القشرة الشمية الداخلية، والتلفيف المسنن، والحصين ومن ثم تعود في النهاية إلى القشرة الشمية الداخلية. تُرسل القشرة الشمية الداخلية المعلومات مرة أخرى إلى القشرة المحيطة بالشم والقشرة المحيطة بالحصين، وأخيرا تعود إلى المناطق المترافقة في القشرة المخية الجديدة.
للقشرة الشمية الداخلية وظائف مزدوجة في معالجة المعلومات بغرض تخزين الذاكرة الواضحة: منها أنها تُمثل المدخل والمخرج الرئيسي للحصين.

## دوره في الصرع
تدخل القشرة الشمية الداخلية واتصالها بالحصين في توليد النوبات في حالة صرع الفص الصدغي، أحد أشهر أشكال الصرع شيوعًا.